# Rujišta (Berane)
Pour les articles homonymes, voir Rujišta.
Rujišta (en serbe cyrillique : Рујишта) est un village du nord-est du Monténégro, dans la municipalité de Berane.

## Démographie

### Évolution historique de la population
| 1948 | 1953 | 1961 | 1971 | 1981 | 1991 | 2003 |
| ---- | ---- | ---- | ---- | ---- | ---- | ---- |
| 132  | 136  | 157  | 143  | 121  | 61   | 56   |